# Thamesmead

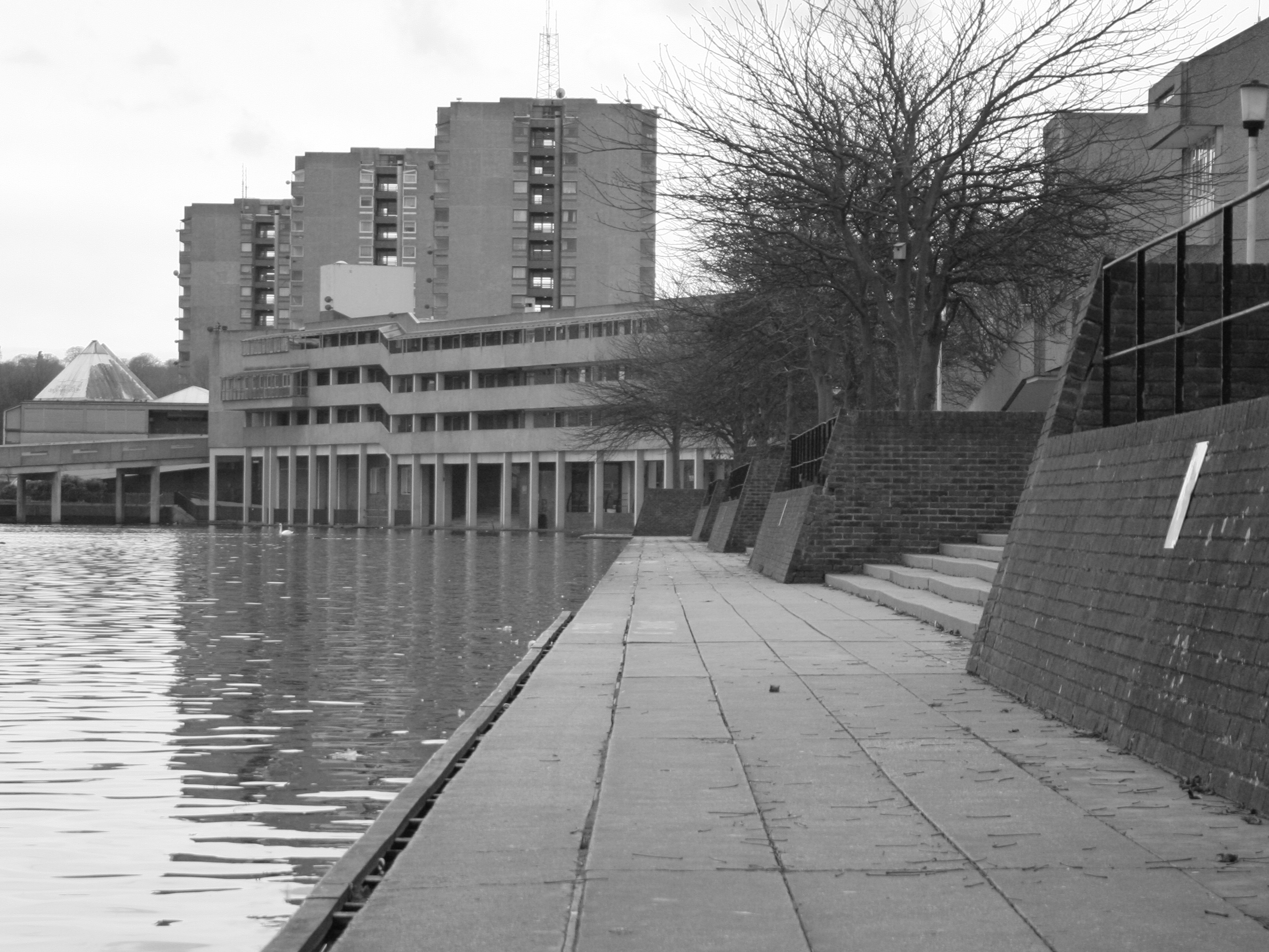
Vista di Thamesmead Housing Estate riconoscibile dal film Arancia meccanica.

Thamesmead è un quartiere del Sud-Est di Londra, in Inghilterra, a cavallo tra il due borghi londinesi di Greenwich e Bexley. È situato a circa 15 km da Charing Cross
Thamesmead è un nome collettivo, dato a dei gruppi disparati di vari edifici e agglomerati abitativi costruiti in questa zona a partire dalla metà degli anni sessanta su antiche zone paludose sulle rive del Tamigi, tra le due località maggiormente popolate di Woolwich e Belvedere. Sui 60.000-100.000 residenti previsti dai piani originali, oggi la popolazione del quartiere si aggira sui 50.000 abitanti.
Nel quartiere Thamesmed furono girate molte scene del film Arancia meccanica nel 1971 e dal 2009 al 2013 venne usato come location per la serie Misfits.

## Geografia
Thamesmead si trova a 18 km a est del centro di Londra, alla stessa latitudine di Westminster. A Thamesmead East, il fiume Tamigi protende più a nord all'interno della Grande Londra vicino ai Crossness Sewage Treatment Works.

### Le zone
Il quartiere Thamesmead è composto da diverse aree:
- Thamesmead South a Bexley, costruito negli anni '60

- Thamesmead Central a Greenwich, costruito negli anni '80

- Thamesmead North si trova sia a Bexley che a Greenwich

- Thamesmead West degli anni '90, a Greenwich vicino a Woolwich e Plumstead, tra Whinchat Road e il Tamigi

## Progettazione e architettura urbana

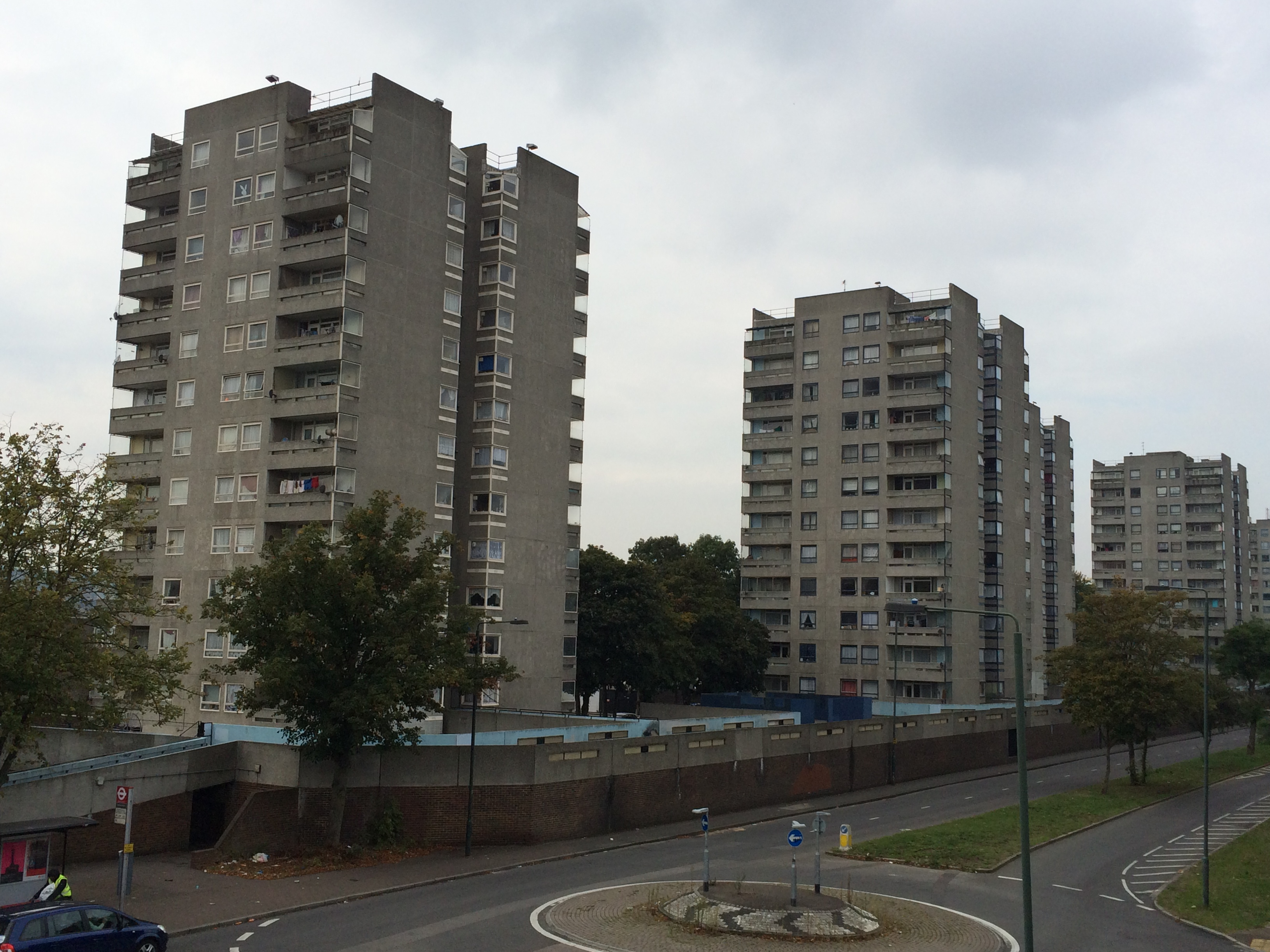
Successione di palazzi nel quartiere.

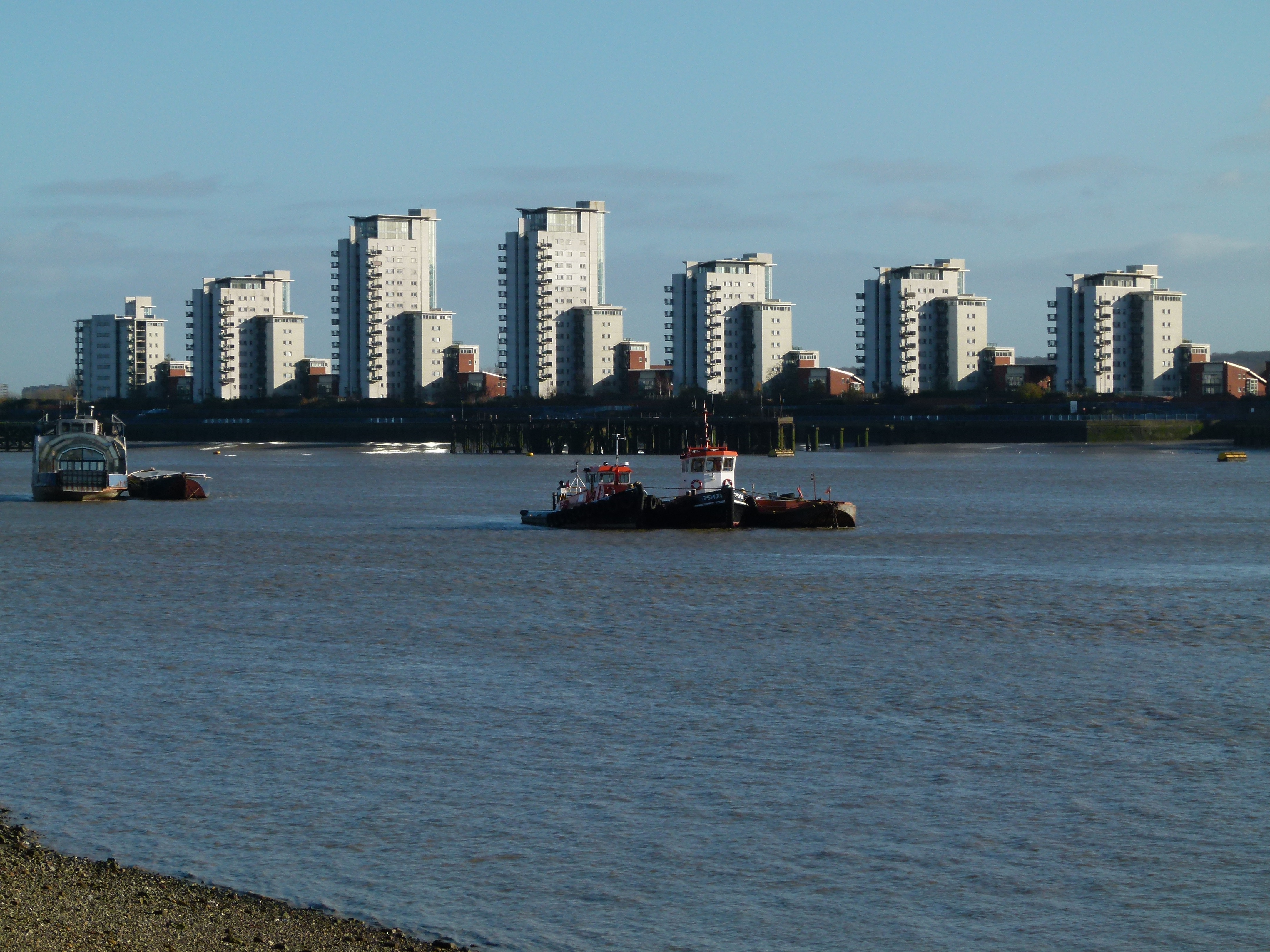
Palazzi visti dal Tamigi.

Thamesmead è stato costruito a partire dalla metà degli anni '60 e inizialmente si prevedeva che avesse una popolazione di 60.000-100.000 abitanti. Sebbene il quartiere non sia ancora finito, probabilmente non saranno più di 50.000 gli abitanti, anche perché è stato scelto un numero crescente di edifici bassi. Il quartiere è costituito in gran parte da alloggi sociali.
Nelle parti più antiche del quartiere (intorno a Southmere) ci sono molti appartamenti di media altezza e bassa, per lo più in cemento, costruiti in stile brutalista. Le zone residenziali successive sembrano più accoglienti, con molte case unifamiliari in mattoni gialli e rossi. Nella parte sud-occidentale, sul Tamigi e adiacente allo storico Royal Arsenal, si trova il Royal Artillery Quays, una serie di edifici residenziali bianchi risalenti all'anno 2000. Una caratteristica architettonica particolare è una torre dell'orologio ricostruita, che originariamente sorgeva sul sito del cantiere navale di Deptford Dockyard.
Alla periferia del quartiere si trova la prigione di massima sicurezza di Belmarsh, che per diversi anni è stata utilizzata per detenere sospetti terroristi per lunghi periodi senza processo. Per questo motivo veniva anche chiamata "la baia di Guantanamo britannica".

## Crimine
Thamesmead soffre di un tasso di criminalità più elevato rispetto alla media londinese,  un numero elevato di crimini con armi da fuoco e coltello. Alcuni residenti del quartiere affermano che le bande criminali non sono state toccate dalla polizia.